# Farāmdeh
Farāmdeh (persiska: فرامده) är en ort i Iran.   Den ligger i provinsen Mazandaran, i den norra delen av landet, 130 km nordost om huvudstaden Teheran. Farāmdeh ligger 2 meter över havet och antalet invånare är 542.
Terrängen runt Farāmdeh är platt, och sluttar norrut.Runt Farāmdeh är det ganska tätbefolkat, med 166 invånare per kvadratkilometer. Närmaste större samhälle är Āmol, 12,1 km söder om Farāmdeh. Trakten runt Farāmdeh består till största delen av jordbruksmark.